# Chloropoea eurytus
Chloropoea eurytus är en fjärilsart som beskrevs av Carl von Linné 1758. Chloropoea eurytus ingår i släktet Chloropoea och familjen praktfjärilar. Inga underarter finns listade i Catalogue of Life.